# Jaka Corn
Jaka Corn, slovenski nogometaš, * 14. april 1995.
Corn je profesionalni nogometaš, ki igra na položaju vezista. Od leta 2023 je član avstrijskega kluba Hermagor. Ped tem je igral za slovenske klube Olimpijo, Šenčur, Bravo in Ilirijo 1911 ter avstrijska Lendorf in Villacher. Skupno je v prvi slovenski ligi odigral šest tekem in dosegel en gol, v drugi slovenski ligi pa 58 tekem in devet golov. Bil je tudi član slovenske reprezentance do 18 in 19 let.